# 折笠美秋
折笠 美秋（おりがさ びしゅう、1934年〈昭和9年〉12月23日 - 1990年〈平成2年〉3月17日）は、俳人、新聞記者。本名・美昭。

## 生涯
神奈川県横須賀市出身、早稲田大学高等学院・中学部国文学科卒。在学中に同人誌に文芸作品を発表するとともに早大俳句会に参加。1958年東京新聞社に入社。同年『俳句評論』が創刊されて同誌の編集同人となり高柳重信に師事、新聞記者として働く傍らで俳句作品や俳句評論を精力的に執筆する。1967年第3回俳句評論賞を受賞（評論の部）。「俳句評論」終刊のちに、有力同人10人限定の同人俳句誌「騎」創刊（1984年）に参加し、その志を継いだ。ほかの創刊同人は、坂戸淳夫、岩片仁次、安井浩司、寺田澄史、川名大、大岡頌司、阿部鬼九男、志摩聰、佐藤輝明。
1982年、筋萎縮性側索硬化症（ALS）を発症し、翌年北里大学病院に入院。全身不随となり、わずかに動く口と目だけで夫人に意志を読み取ってもらい句作を続けた。その境涯が話題となり、特に第二句集『君なら蝶に』は当時広く読まれ、夫人の手記をもとにしたドキュメンタリーやテレビドラマも放映された。1985年、第32回現代俳句協会賞受賞。
1990年3月17日死去。55歳。
句集に『虎嘯記』（1984年、俳句評論社）、『君なら蝶に』（1987年、立風書房）、『火傳書』（1989年、騎の会）、『北里仰臥滴々／呼辭記』（寺田澄史編）（2019年、鬣の会）、ほかに病床記録『死出の衣は』（1989年、富士見書房）、評論集『否とよ、陛下』（1998年、騎の会）がある。
句風は富澤赤黄男や阿部青鞋の影響を思わせる散文風のほか、高柳重信を受け継いだ多行形式を試みるなどしており、小野裕三は前衛俳句と療養俳句の稀有な邂逅と評している。代表句に「餅焼くや行方不明の夢ひとつ」「ひかり野へ君なら蝶に乗れるだろう」「麺麭（パン）屋まで二百歩　銀河へは七歩」など。

## 関連作品
- 折笠智津子 『妻のぬくもり 蘭の紅』 主婦の友社、1986年 ISBN 978-4079247801
※夫人の回想録
  - 妻よ妻よ（1987年、TBS系・愛の劇場）：上記のエッセイを原作にしたテレビドラマ